# Теорема фон Цейпеля
Теорема фон Цейпеля стверджує, що в зорі, яка рівномірно обертається, потік випромінювання {\displaystyle F} пропорційний місцевій ефективній гравітації {\displaystyle g_{\text{eff}}} (тобто векторній сумі прискорення сили тяжіння й відцентрового прискорення). Теорема названа на честь шведського астронома Едварда Гуго фон Цейпеля.
Теорема виражається формулою:
{\displaystyle F=-{\frac {L(P)}{4\pi GM_{*}(P)}}g_{\text{eff}},}
де світність {\displaystyle L} і маса {\displaystyle M_{*}} оцінюються на поверхні постійного тиску {\displaystyle P}. Ефективну температуру {\displaystyle T_{\text{eff}}} на заданій широті {\displaystyle \theta } можна виразити через {\displaystyle F} за законом Стефана-Больцмана, що призводить до залежності
{\displaystyle T_{\text{eff}}(\theta )\sim g_{\text{eff}}^{1/4}(\theta ).}
Це співвідношення ігнорує конвективний перенос тепла, тому воно найкраще застосовне до зір ранніх спектральних класів.
Відповідно до теорії обертання зір, якщо швидкість обертання залежить тільки від радіуса, зоря не може одночасно перебувати в тепловій і гідростатичній рівновазі. Це називається парадоксом фон Цейпеля. Однак парадокс вирішується, якщо швидкість обертання також залежить від висоти або існує меридіанальна циркуляція. Подібна ситуація може виникнути в акреційних дисках.